# Râul Zmeuriș
Râul Zmeuriș este un curs de apă, afluent al râului Gârcinul Mic. 